# Orange Is the New Black/Episodenliste

Logo zur Serie

Diese Episodenliste enthält alle Episoden der US-amerikanischen Dramedyserie Orange Is the New Black, sortiert nach der US-amerikanischen Erstausstrahlung. Die Fernsehserie umfasst sieben Staffeln mit 91 Episoden.

## Übersicht
| Staffel | Episodenanzahl | Erstveröffentlichung USA | Deutschsprachige Erstveröffentlichung |
| ------- | -------------- | ------------------------ | ------------------------------------- |
| 1       | 13             | 11. Juli 2013            | 16. September 2014                    |
| 2       | 13             | 6. Juni 2014             | 16. September 2014                    |
| 3       | 13             | 11. Juni 2015            | 12. Juni 2015                         |
| 4       | 13             | 17. Juni 2016            | 17. Juni 2016                         |
| 5       | 13             | 9. Juni 2017             | 9. Juni 2017                          |
| 6       | 13             | 27. Juli 2018            | 27. Juli 2018                         |
| 7       | 13             | 26. Juli 2019            | 26. Juli 2019                         |

## Staffel 1
Die erste Staffel wurde in den USA am 11. Juli 2013 auf Netflix per Streaming veröffentlicht. Die deutschsprachige Erstveröffentlichung fand am 16. September 2014 ebenfalls auf Netflix per Streaming statt.
| Nr. (ges.) | Nr. (St.) | Deutscher Titel             | Originaltitel          | Erstveröffentlichung USA | Deutschsprachige Erstveröffentlichung (D/A/CH) | Regie              | Drehbuch                    |
| --- | --------- | --------------------------- | ---------------------- | ------------------------ | ---------------------------------------------- | ------------------ | --------------------------- |
| 1 | 1         | Ich war nicht bereit        | I Wasn’t Ready         | 11. Juli 2013            | 16. Sep. 2014                                  | Michael Trim       | Liz Friedman & Jenji Kohan  |
| Piper Chapman wird für ein Verbrechen, das bereits zehn Jahre zurückliegt, zu fünfzehn Monaten Haft verurteilt. Ihr Verlobter Larry fährt sie zu ihrem Haftantritt und verspricht ihr, die Zeit mit ihr gemeinsam durchzustehen. Ihr Betreuer Sam Healy zeigt sich anfangs freundlich gegenüber Piper, indem er ihr Tipps für das Überleben im Gefängnis gibt. Piper lernt schnell, mit der Rassendynamik im Gefängnis umzugehen und gibt sich Mühe, die Regeln im Gefängnis zu beachten. Unglücklicherweise verärgert sie die Küchenchefin Red, die sie dafür mit Essensentzug bestraft. Kurz darauf stellt Piper fest, dass ihre Ex-Geliebte Alex Vause, die sie zum Geldschmuggel verführt hatte, im selben Gefängnis einsitzt. In Rückblicken sieht man Pipers Straftat, wie sie ihrer Familie von ihrer Verurteilung erzählt und wie Larry ihr einen Heiratsantrag macht. Daya Diaz, die auch neu im Gefängnis ist, wird von ihrer ebenfalls einsitzenden Mutter mit einem Schlag ins Gesicht begrüßt. |           |                             |                        |                          |                                                |                    |                             |
| 2 | 2         | Tittenschlag                | Tit Punch              | 11. Juli 2013            | 16. Sep. 2014                                  | Uta Briesewitz     | Marco Ramirez               |
| Nachdem Piper sich über Reds Essen beschwert hat, wird sie vom Küchenpersonal nicht mehr mit Essen bedient und muss hungern. Um sich mit Red wieder gut zu stellen, versucht sie mit Suzannes Hilfe eine Schmerzsalbe für Reds Rücken herzustellen, was sich jedoch als schwierig herausstellt, da es im Gefängnisladen kaum hilfreiche Utensilien gibt. Um Piper über ihren Hunger zu helfen, gibt Alex ihr ein Stück Maisbrot, das Piper jedoch wegwirft. In der Küche geht derweil der Gefrierschrank kaputt und Red manipuliert Healy, damit sie einen neuen vom Gefängnis bezahlt bekommt. Suzanne „Crazy Eyes“ versucht derweil sich Piper anzunähern, was sie jedoch nicht erwidert. In Rückblenden sieht man, wie Red in ihrem früheren Leben versucht sich mit den Frauen von wichtigen russischen Geschäftsmännern anzufreunden. Als sie beim Spazierengehen mit den Frauen einen beleidigenden Witz erzählt, wollen die Frauen nichts mehr mit ihr zu tun haben, was Red so wütend macht, dass sie einer der Frauen auf die Brust schlägt, worauf deren Brustimplantat kaputt geht. Um den Schaden wiedergutzumachen stimmt Red zu, geheime Pakete der Geschäftsleute in ihrem Lagerraum zu verstecken. |           |                             |                        |                          |                                                |                    |                             |
| 3 | 3         | Lesben-Anfrage abgelehnt    | Lesbian Request Denied | 11. Juli 2013            | 16. Sep. 2014                                  | Jodie Foster       | Sian Heder                  |
| Pipers beste Freundin Polly übernimmt immer mehr die Kontrolle über das gemeinsame Seifenproduktionsgeschäft. Larry begeht den ersten Betrug an Piper, indem er eine gemeinschaftlich versprochene Fernsehsendung alleine sieht. Piper muss sich mit romantischen Avancen von Suzanne alias Crazy Eyes auseinandersetzen. Diese beantragt sogar, mit Piper in einer Bucht zu wohnen, was Piper jedoch zurückweist. Nachdem Piper in die Bucht von Miss Claudette gezogen ist, uriniert Crazy Eyes auf deren Fußboden. Pipers Verhältnis zu Alex ist feindselig. In Rückblenden über Sophia erfährt man, wie sie und ihre Familie ihre Geschlechtsumwandlung durchlebten und -litten. Zur Finanzierung der Umwandlung beging Sophia Kreditkartenbetrug. In der Gefängnisgegenwart wird Sophias Hormonmedikation durch die Gefängnisleitung aus Budgetgründen gekürzt, was den Erhalt der Umwandlung gefährdet. Sie bittet ihre Frau, Pillen ins Gefängnis zu schmuggeln, was diese ablehnt und fragt, wie selbstsüchtig sie eigentlich sei. |           |                             |                        |                          |                                                |                    |                             |
| 4 | 4         | Eingebildete Feinde         | Imaginary Enemies      | 11. Juli 2013            | 16. Sep. 2014                                  | Michael Trim       | Gary Lennon                 |
| Piper gewöhnt sich an das Leben mit Claudette und auch an die Arbeit in der Elektrowerkstatt. Sie freundet sich mit Nicky an. Piper verbummelt einen Schraubenzieher, was zu immensen Suchaktionen der Gefängnisleitung führt, da es eine potenzielle Waffe ist. Mendez belästigt Piper während dieser Suche. Mit dem wiederentdeckten Schraubenzieher gibt es in der Bucht mit Claudette neuen Ärger, letztendlich hilft diese Piper auch beim weiteren Verstecken. Piper beginnt, anderen Insassen bei den Papieren zur Wiederaufnahme derer Verfahren zu helfen. Tricia Miller plant ein Komplott, um die Entlassung ihrer Freundin Mercy Valduto zu verderben, aber Claudette überzeugt sie von der Wichtigkeit der Freiheit. Auch Claudette möchte nun eine Wiederaufnahme ihres Verfahrens, nachdem sie einen Brief ihres langjährigen Freundes Baptiste erhalten hat. In Rückblenden sieht man, wie Claudette mit streng-liebevoller Hand eine große Betreuungsorganisation leitete. Sie tötete einen Kunden, der eine ihrer jungen Angestellten missbrauchte. |           |                             |                        |                          |                                                |                    |                             |
| 5 | 5         | Hühnerjagd                  | The Chickening         | 11. Juli 2013            | 16. Sep. 2014                                  | Andrew McCarthy    | Nick Jones                  |
| Während sich Piper auf dem Sportplatz ausruht, sieht sie ein Huhn. Dies erwähnt sie beiläufig gegenüber Red, die sich daraufhin an einen Traum mit Hühnergerichten erinnert. Red lobt einen Preis aus, sollte jemand das Huhn fangen. Larry findet heraus, dass Alex tatsächlich Piper an die Drogenpolizei verraten hat. Um Pipers Fokus auf das Leben nach dem Gefängnis zu erhalten, belügt er sie über diesen Umstand. Polly gibt Piper die Möglichkeit für ein geschäftliches Telefonat, diese aber lässt die Gelegenheit verfallen, um das Huhn zu jagen. Morello beendet ihre Beziehung mit Nicky. Sophia versucht, sich bei Schwester Ingalls beliebtzumachen, was diese durchschaut. Sophias folgende Bitte um Östrogenpillen verneint sie. Pennsatucky versucht, ein riesiges Kreuz in der Kapelle zu befestigen, woraufhin die Decke kollabiert. Viele Gefangene müssen unter der Aufsicht von Mendez aufräumen und reparieren. Miss Claudette beginnt, für ihr Wiederaufnahmeverfahren zu recherchieren. Bennett und Daya tauschen geheime Nachrichten aus. Aleida weist ihre Tochter an, einen anderen Wärter zu nehmen, der ihr nützlicher sein könnte. Um Daya zu schaden, bietet sie Bennett Sex an. In Rückblenden sieht man die ärmlichen Verhältnisse der Diaz-Familie und wie Aleida mit ihrem Freund Cesar versucht, einen Drogenring aufzuziehen. Nach Aleidas Verhaftung beginnt Daya ein Verhältnis mit Cesar und arbeitet im Drogenring mit, was sie letztendlich auch ins Gefängnis brachte. |           |                             |                        |                          |                                                |                    |                             |
| 6 | 6         | Gefängnispolitik            | WAC Pack               | 11. Juli 2013            | 16. Sep. 2014                                  | Michael Trim       | Lauren Morelli              |
| Piper erklärt ihrer Mutter ihre Lage schonungslos. Ihre Freundin Polly übernimmt die völlige Kontrolle über das Seifengeschäft. Nun, da Piper denkt, Alex habe sie nicht verraten, sieht sie sie wieder in einem freundlichen Licht. Larry willigt ein, einen Artikel über seine einsitzende Freundin zu schreiben. Healy eröffnet den Frauen, den Insassenbeirat wiederzubeleben und erlaubt Wahlen und Wahlkampf dafür. Er bitte Piper um eine Kandidatur, die dies ablehnt. Healy fälscht die Wahl und besetzt trotzdem einen der Posten mit ihr. Die Wärter beginnen mit der Suche nach einem versteckten Smartphone, von dem unzüchtige Bilder aufgetaucht waren. Piper findet das Gerät hinter einem Fliesenversteck einer Toilettenkabine. Daya greift ihre Mutter Aleida an, als sie erfährt, dass diese Bennet Sex angeboten hat. Bennet versichert Daya, dies abgelehnt zu haben und erhält dafür oralen Sex. Dabei entdeckt sie seine Beinprothese. In Rückblenden erfährt man die Entfremdung zwischen Nicky und ihrer leiblichen Mutter und wie Red versuchte, Nicky mit ihrem Drogenproblem zu helfen. |           |                             |                        |                          |                                                |                    |                             |
| 7 | 7         | Süße Verlockung             | Blood Donut            | 11. Juli 2013            | 16. Sep. 2014                                  | Matthew Penn       | Sara Hess                   |
| Watson wird aus der Einzelhaft entlassen und ist sich sicher, dass Piper den Schraubenzieher versteckt hatte. Dieses gesteht Piper, aber betont auch, dass der Grund für die Einzelhaft Watsons Protesthaltung geschuldet war. In Rückblenden sieht man, wie die sportlich hochtalentierte Watson durch schlechten Einfluss kriminell wurde. Piper findet heraus, dass der Insassenbeirat nur eine bessere Beschäftigungstherapie ist. Piper versucht, die Freundschaft mit Alex wiederzubeleben. Mit Fischers Hilfe kann sie bewirken, dass der Sportplatz wieder eröffnet wird, was Watson gefällt. Pennsatucky, die sich durch den Beirat neue Zähne erhofft hatte, wettert nun gegen Piper aufgrund deren unberechtigter Beiratsmitgliedschaft. Pennsatucky wird deshalb von Alex mit Vergewaltigung bedroht, damit sie ruhig bleibt. Mendez versucht, Red zur Mithilfe beim Drogenschmuggeln zu bewegen, doch diese verweigert sich. Draußen fühlt sich Larry durch sein erzwungenes Singledasein gesellschaftlich stigmatisiert und beginnt in einer Bar zu lamentieren und zu flirten. |           |                             |                        |                          |                                                |                    |                             |
| 8 | 8         | Die Schmugglerin aus Moskau | Moscow Mule            | 11. Juli 2013            | 16. Sep. 2014                                  | Phil Abraham       | Marco Ramirez               |
| Im Gefängnis ist eine Grippewelle ausgebrochen. Larrys Artikel erscheint in der Zeitung. Nach einigen Schwierigkeiten, den Artikel überhaupt zu erhalten, freut sich Piper gleichzeitig für ihn und ist auch verärgert über all die Unstimmigkeiten darin. Auch Healy kennt den Artikel und wird durch die lesbischen Andeutungen darin zusehends unfreundlicher gegenüber Piper. In der Wäscherei tauschen Alex und Piper gemeinsame Erinnerungen aus und flirten während der Reparatur eines riesigen Wäschetrockners. Die missgünstige Pennsatucky sperrt Alex in der Schleudertrommel ein, was aber gegenüber der Gefängnisleitung auf Piper zurückfällt. Marias Wehen werden immer stärker und sie verlässt das Gefängnis für die Geburt. Wenig später kommt sie ohne ihr Kind völlig deprimiert zurück, Babys sind im Gefängnis nicht zugelassen. Larry erzählt Polly, die auch entbindet, wie frustriert er ist. Daya glaubt, ihre Schmerzen kämen von der Grippe, aber Aleida erklärt ihr, sie sei schwanger. Taystee soll bald auf Bewährung freikommen. Tricia kommt auf kalten Entzug. Nicky hilft ihr, aber Red verweigert ihre Unterstützung, was Tricia Isolationshaft einbringt. Caputo beauftragt Mendez herauszufinden, wie die Drogen ins Gefängnis gelangen. Auch in Eigeninteresse macht sich dieser unverzüglich an die Arbeit. Auf ziemlich übergriffige Art befragt er Morello, die trotz ihrer Fahrertätigkeit von nichts weiß. Mendez trifft auf Nicky in einem intimen Moment. Um sich an Red zu rächen, verrät sie ihm Reds Verbindung zu Neptune’s Produce. In den Gebinden der russischen Firma kann Ware ins Gefängnis geschmuggelt werden. In Rückblenden sieht man, wie Red mit pfiffigen Ideen den Russen bei ihren krummen Geschäften hilft und beginnt, in der organisierten Kriminalität aufsteigen. |           |                             |                        |                          |                                                |                    |                             |
| 9 | 9         | F*cksgiving                 | Fucksgiving            | 11. Juli 2013            | 16. Sep. 2014                                  | Michael Trim       | Sian Heder                  |
| Red findet in einer Essenslieferung Drogen, die durch Mendez veranlasst wurden. Sie vernichtet diese und wird dafür von Mendez mit Mord bedroht, außerdem uriniert er in die Thanksgiving-Suppe. Daya will ihr Kind nicht behalten und lässt sich einen Abtreibungssaft mixen. Ihre Mutter überzeugt sie, das Kind zu behalten. Während der Abschiedsfeier für Taystee beginnen Piper und Alex einen anzüglichen Tanz und werden von Pennsatucky an Healy verpetzt. Dieser sperrt Piper in Einzelhaft, wo er versucht, sie zu bekehren. Sie bleibt erst stark und beginnt dann zusehends an der Isolation zu leiden. Larry kann am Besuchstag die isolierte Piper nicht treffen und beginnt daraufhin, von extern Druck dagegen aufzubauen. Letztlich führt dies zu Pipers vorzeitiger Entlassung aus der Isolation. Larry feiert Thanksgiving mit seinen Freunden und hat dabei ein schlechtes Gewissen gegenüber Piper, er versucht, Pipers Geschichte bei einem Prominenten unterzubringen. Sophias Frau beginnt eine Affaire mit ihrem Pastor, was Sophia, beraten von Schwester Ingalls, letztendlich schweren Herzens absegnet. Taystee fehlt bei ihrer Entlassung die Hilfe ihrer Familie und muss bei Fremden auf dem Boden schlafen. Nach Pipers Rückkehr haben Alex und Piper Sex in der Kapelle. Healy telefoniert mit Larry und informiert ihn über Pipers Verhältnis mit Alex. In Rückblenden sieht man, wie Alex in einfachen Verhältnissen aufwächst und über die Suche nach ihrem verschwundenen Vater erste Kontakte ins Drogengeschäft knüpft. |           |                             |                        |                          |                                                |                    |                             |
| 10 | 10        | Bora Bora Bora              | Bora Bora Bora         | 11. Juli 2013            | 16. Sep. 2014                                  | Andrew McCarthy    | Nick Jones                  |
| Cesar besucht Bennet zuhause und befragt ihn, wie das Baby dort wohnen soll, wodurch Bennet überhaupt erst von Daya Schwangerschaft erfährt. Er befürchtet nun disziplinarische Sanktionen. Auf Unterhalt angesprochen, erklärt er, dass seine Beinprothese nicht von einem Afghanistan-Kampfeinsatz herrührt, sondern von einer simplen Infektion. In Rückblenden erfährt man, was Polly und Piper von ihren potenziellen Zukünftigen erwarten und wie Piper Larry kennenlernte. Baptiste besucht Miss Claudette. Pennsatucky wird durch Vortäuschungen u. a. von Watson in eine Wunderheiler-Karriere bugsiert. Im Rahmen eines Abschreckungsprogramms für straffällig gewordene Jugendliche kommen einige Teenager als Besuchergruppe. Sie lassen sich einschüchtern, bis auf Dina, diese hatte im Rollstuhl sitzend einen Schnapsladen überfallen. Allerdings kann Piper zu ihr vordringen, indem sie ihr erzählt, dass der gruseligste Teil des Gefängnisdaseins darin bestehe, sich selbst im Innern zu treffen. Pennsatuckys Heilerdasein findet ein jähes Ende in der Psychiatrie, als sie die Rollstuhlfahrerin im Heilversuch zum Aufstehen zwingen will. Nicky enttarnt Lornas Beziehungslügen, als diese von einer Hochzeitsreise nach Bora Bora phantasiert. In Rückblenden sieht man Tricias Leben auf den Straßen von New York, sie stiehlt und führt darüber eine Liste, um später alles zurückzuzahlen. Mit Red jedoch kann sie sich nicht wieder vertragen. Mendez benutzt ihre Rückzahlungsmoral und zwingt sie, obwohl sie nun clean ist, Drogen zu verkaufen. Vorübergehend sperrt er sie in die Abstellkammer, wo sie an einer Überdosis stirbt. Aus Angst vor Entdeckung täuscht Mendez ihren Selbstmord vor. Nicky und Red fühlen sich für ihren Tod verantwortlich und beschließen, Mendez zur Strecke zu bringen. |           |                             |                        |                          |                                                |                    |                             |
| 11 | 11        | Große Männer mit Gefühlen   | Tall Men With Feelings | 11. Juli 2013            | 16. Sep. 2014                                  | Constantine Makris | Lauren Morelli              |
| Die Gefängnisleitung verschleiert Tricias Todesumstände, um eine Untersuchung zu vermeiden. Die Frauen vermuten einen Selbstmord und organisieren eine inoffizielle Trauerfeier. Mendez ist durch Tricias Tod aufgewühlt, was er Bennett in einem Kneipengespräch gesteht. Aleida, Daya und Red konspirieren, um Dayas Schwangerschaft zu verbergen: Daya soll mit Mendez Sex haben, was die Herkunft der Schwangerschaft von Bennett ablenken könnte. Jedoch benutzt Mendez ein Kondom, was das Treffen beweislos macht. Pennsatucky ist auf der psychiatrischen Station. Als Piper erfährt, dass dies schlimmer als Isolationshaft ist, kann sie durch Schuldeingeständnisse bei Caputo Pennsatuckys vorzeitige Entlassung bewirken. In Rückblenden erfährt man von Piper und Alex' Beziehungsende nach dem Tod von Alex' Mutter. Im Rundfunk verfolgen die Insassen ein Interview mit Larry, das für Suzanne und Miss Claudette herabwürdigende Bemerkungen enthält. Auch Piper erfährt dadurch, dass Larry von ihrer Beziehung zu Alex weiß. In einem Telefonat darüber gesteht Piper, Alex auch zu lieben, was für Larry ein echter Betrug ist. Er erzählt daraufhin Piper, dass Alex Piper an die Justiz verraten habe. Mit dem Satz, „wie fühlt es sich an, eine Beziehung mit einer Frau zu haben, die unser Leben ruiniert hat?“ fordert Larry eine Beziehungspause. |           |                             |                        |                          |                                                |                    |                             |
| 12 | 12        | Selber schuld               | Fool Me Once           | 11. Juli 2013            | 16. Sep. 2014                                  | Andrew McCarthy    | Sara Hess                   |
| Caputo erwischt Mendez und Daya beim Sex, woraufhin Mendez unbezahlten Urlaub nehmen muss. Daya erzählt Bennet von ihren intriganten Plänen, Bennett jedoch missfällt, wie Mendez hereingelegt wurde. Mendez glaubt, dass Daya ihn liebt. Bennett erfährt über Mendez von Reds Schmuggelring und verrät dies Caputo. Claudettes Berufung wird abgelehnt, sie attackiert Fischer und muss in die Isolationshaft. Taystee kommt draußen mit der neuen Freiheit nicht klar, begeht ein Verbrechen und kommt zurück in den Knast. Red hilft Healy mit seiner russischen Frau. Yoga Jones erzählt, wie sie versehentlich einen Achtjährigen tötete. Ein Journalist beginnt, die Auftrags- und Zahlungspraktiken des Gefängnisses zu untersuchen. Piper und Alex arbeiten ihre Vergangenheit auf, wer wen manipuliert und belogen hatte. In Rückblenden sieht man, wie Pennsatucky nach ihrer fünften Abtreibung eine Mitarbeiterin der Abtreibungsklinik wegen „Respektlosigkeit“ tötete, auch schien sie bis dahin nicht religiös zu sein. Sie liegt im Streit mit Piper und bringt diese dazu, zu beten. Als Piper jedoch nicht getauft werden will, beschließt Pennsatucky, sie wegen dieser Respektlosigkeit zu töten. |           |                             |                        |                          |                                                |                    |                             |
| 13 | 13        | Hoffnungslos verrückt       | Can’t Fix Crazy        | 11. Juli 2013            | 16. Sep. 2014                                  | Michael Trim       | Tara Herrmann & Jenji Kohan |
| Es werden Wichtel-Zettel verteilt, was die verschiedensten Leute miteinander in Kontakt bringt. Caputo ersetzt Red mit Mendoza und deren Frauen als Küchenchefs. Um ihre Position zurückzuerlangen, sabotiert Red die Küche. Die resultierende Fettexplosion verletzt Murphy, und Norma beendet darüber ihre Freundschaft mit Red. Mendoza gibt kein Essen an Red mehr aus. Figueroa droht Bennett, die Ermittlungen über Neptune’s Produce nicht zu unterstützen, aber Caputo fordert in einem anderen Gespräch das Gegenteil. Bennett möchte aufgrund der Sexgeschichte mit Mendez eigentlich nichts mehr mit Daya zu tun haben, bei einem Unfall finden sie jedoch wieder zueinander. Sophia bekommt nach langer Zeit eine persönliche Karte ihres Sohnes. Figueroa verlangt von Piper, in Larrys Interviews in Zukunft „die richtigen Wahrheiten“ über das Gefängnisleben zu platzieren, im Gegenzug fordert Piper ihre Unterschrift zum Aufgebot mit Larry. Als Piper Alex erklärt, sich für Larry entschieden zu haben, wendet sich diese zunächst endgültig von ihr ab. Larry besucht Alex im Gefängnis, in einem Gespräch macht Alex Piper vor ihm schlecht. In einem kurz angebundenen Telefonat beendet Larry die Beziehung zu Piper. Nicky verführt Alex. Unter der Dusche wird Piper von Pennsatucky mit einer Rasierklinge angegriffen und nur zufällig gerettet. Taystee und deren Freunde ermutigen Piper, beherzt körperlich zurückzuschlagen, denn Pennsatucky wünsche sich ja „neue Zähne“. Big Boo gibt Piper den lange verschwundenen Schraubenzieher als Verteidigungswaffe. Während des Krippenspiels, in dem viele Frauen künstlerisch über sich hinauswachsen, wird Piper sentimental und geht hinaus. Sie wird von Pennsatucky verfolgt und bedroht. Piper bittet Healy um Hilfe, jedoch schaut dieser weg. Pennsatucky attackiert Piper mit einem angespitzten messerähnlichen Jesuskreuz, jedoch wehrt sich Piper vehement mit einem harten Tritt in Pennsatuckys Schritt. Die Episode und damit die erste Staffel endet damit, wie Piper immer und immer wieder auf die am Boden liegende Pennsatucky einschlägt. |           |                             |                        |                          |                                                |                    |                             |

## Staffel 2
Die zweite Staffel der Serie wurde in den USA am 6. Juni 2014 auf Netflix per Streaming veröffentlicht. Die deutschsprachige Erstveröffentlichung fand am 16. September 2014 ebenfalls auf Netflix per Streaming statt.
| Nr. (ges.) | Nr. (St.) | Deutscher Titel                         | Originaltitel                  | Erstveröffentlichung USA | Deutschsprachige Erstveröffentlichung (D/A/CH) | Regie                    | Drehbuch                    |
| --- | --------- | --------------------------------------- | ------------------------------ | ------------------------ | ---------------------------------------------- | ------------------------ | --------------------------- |
| 14 | 1         | Durstiger Vogel                         | Thirsty Bird                   | 6. Juni 2014             | 16. Sep. 2014                                  | Jodie Foster             | Tara Herrmann & Jenji Kohan |
| Piper befindet sich in Isolationshaft und wird eines Nachts geweckt und ohne irgendwelche Informationen erst in einen Bus und dann in ein Flugzeug verfrachtet. Man bringt sie mit anderen Gefangenen nach Chicago. Piper vermutet, dies sei eine Strafverlegung, da sie wahrscheinlich Pennsatucky getötet habe. Im strengen Staatsgefängnis versucht sie, sich auf die restriktive Umgebung und die Schiebermethoden der anderen Gefangenen einzustellen. Von der ebenfalls anwesenden Alex erfährt sie, dass sie für eine Zeugenaussage gegen Alex' Drogenboss Kubra Balik nur temporär hier ist. Alex bittet Piper zu leugnen, dass sie Kubra kennt, da sie dessen Rache fürchtet. Piper jedoch möchte nicht lügen. In Rückblenden erfährt man einiges aus ihrer schwierigen Kindheit. Larrys Vater Howard Bloom ist Pipers Anwalt, der ihr fast befiehlt, die Wahrheit zu sagen. Im Bus zur Verhandlung bittet Alex Piper, dass beide auf jeden Fall die gleiche Geschichte erzählen, da sie sonst unglaubwürdig würden. Piper lässt sich zur Falschaussage verleiten, Howard Bloom legt das Mandat nieder, und Alex erzählt dann doch die Wahrheit vor Gericht. Dies bedeutet für Piper ein drohendes Verfahren wegen Falschaussage und somit Strafverlängerung. Während Piper einen Wutanfall hat, wird Alex vorzeitig aus dem Gefängnis entlassen. |           |                                         |                                |                          |                                                |                          |                             |
| 15 | 2         | Blau mit rotem Geschmack                | Looks Blue, Tastes Red         | 6. Juni 2014             | 16. Sep. 2014                                  | Michael Trim             | Jenji Kohan                 |
| In einer Rückblende trifft man die junge Tastee, damals Tasha, wie sie im Kinderheim beim „Adoptionsfestival“ versucht, eine permanente Familie zu finden. Stattdessen lernt sie die manipulative Dealerin Vee kennen. Im Laufe der Zeit werden sie und ihr Drogen-Umfeld Tastees Ersatzfamilie und „Arbeitsstelle“. Pennsatucky kommt, geschundener denn je, aus der Isolationshaft frei. Mit Healy, der die Hintergründe des Kampfes zwischen ihr und Piper verbergen möchte, gibt es ein Abkommen über den vermeintlichen Ablauf. Im Gegenzug werden Pennsatuckys Zähne professionell gerichtet. Daya leidet seit Tagen an Verstopfungen, sowohl ihre Mutter als auch Mendoza konkurrieren darin, ihr zu helfen. Seitdem Red die Küche nicht mehr für ihre Geschäfte nutzen kann, versiegt ihre Geldquelle und somit ihre Möglichkeit, ihre Leute draußen zu unterstützen. Sie erfährt außerdem von ihrem wortkargen Sohn, Großmutter geworden zu sein. Die älteren Frauen der Anstalt nehmen sie in ihre Gruppe auf. In einem showähnlichen Bewerbungstraining lernen die Frauen einiges über ihre Außenwirkung. In einem Übungs-Bewerbungstraining mit einem echten Manager von draußen kann Taystee brillieren, wird aber von Figueroa herb enttäuscht, als sie erfährt, dass es letztendlich nie zu einer echten Arbeit führen würde. In der letzten Szene erfährt sie mit gemischten Gefühlen, dass ihre frühere Ersatzmutter Vee als neue Insassin aufgenommen wurde. |           |                                         |                                |                          |                                                |                          |                             |
| 16 | 3         | Trügerische Umarmungen                  | Hugs Can Be Deceiving          | 6. Juni 2014             | 16. Sep. 2014                                  | Michael Trim             | Lauren Morelli              |
| Piper kommt völlig abgeklärt nach Litchfield zurück. Sie kümmert sich zunächst um den Japanisch-Amerikanischen Neuzugang Brook Soso, jedoch erweist sich diese als nervende Plappertasche. Zu Taystees Missfallen ist deren Rufmutter Vee ebenfalls zurück im Gefängnis. Auch Red und Vee sind sich schon früher begegnet. Larry trifft einen Journalisten, der mit Piper als Quelle Betrug und Unterschlagung im Gefängnis untersuchen will. Daya ärgert sich über Bennet weil dieser keine Schwangerschaftsvitamine für sie schmuggeln will. Seine Prothese jedoch könnte eine Versteckmöglichkeit sein. In Rückblenden sieht man Suzanne, die als Adoptivkind in einer weißen Familie aufwuchs und von der ambitionierten Mutter -gut gemeint- immer wieder in belastende Situationen gedrängt wurde. Auch erfährt man, dass Suzanne nach der Weihnachtsfeier beim Kampf zwischen Piper und Pennsatucky eingriff, was das Ungleichgewicht des Kampfes relativiert. Healy zwingt die beiden zu einer „aufrichtigen“ Versöhnungsumarmung. Vee manipuliert und benutzt die verzweifelte Suzanne um ihre alte Machtstellung wieder einzurichten. |           |                                         |                                |                          |                                                |                          |                             |
| 17 | 4         | Ein ganz anderes Loch                   | A Whole Other Hole             | 6. Juni 2014             | 16. Sep. 2014                                  | Phil Abraham             | Sian Heder                  |
| Nicky und Big Boo wetteifern darum, jeweils mit den meisten Frauen Sex zu haben. Vee bietet Poussey an, ihr beim Verkauf ihres Selbstgebrannten zu helfen, aber Poussey möchte unabhängig sein und verschenkt deshalb lieber ihren Stoff. Red beginnt, das alte Gewächshaus als angebliche Beschäftigungstherapie zu nutzen, in Wirklichkeit ist dort ein Tunnelausgang für Schmuggelware. Larry und Polly kommen sich über das Baby immer näher. Lorna erfährt, dass ihre Liebe Christopher eine andere Frau heiraten will. Als Fahrerin für Rosa zu deren Chemotherapie nutzt sie einen unbeobachteten Moment für einen Einbruch in Christophers Haus. Während sie dort badet, wird sie fast erwischt. In Flashbacks sieht man, wie sie als frühere Versandbestellungs-Betrügerin ein einziges Treffen mit ihm hatte und dann begann, ihn zu stalken und sogar eine Bombe unter das Auto seiner Freundin legte. Die Frauen um Taystee lernen, dass die weibliche Anatomie komplexer ist als sie bisher wussten und suchen mit Spiegeln nach unbekannten Körperöffnungen. |           |                                         |                                |                          |                                                |                          |                             |
| 18 | 5         | Das älteste Spiel der Welt              | Low Self Esteem City           | 6. Juni 2014             | 16. Sep. 2014                                  | Andrew McCarthy          | Nick Jones                  |
| Der Sanitärbereich der Latinos wird durch austretende Fäkalien unbenutzbar. Vee, die zur Anführerin der Farbigen wurde, blockiert jedoch eine gemeinsame Nutzung „ihres“ Duschbereiches. Der Assistenzwärter hat keine Mittel zur Reparatur und verordnet deshalb eine absurde 30-Sekunden Maximalduschzeit. Es kommt zur direkten Konfrontation zwischen Vee und Mendoza, die jedoch eine Art Waffenstillstand vereinbaren. Piper wird von Cal und ihrer Mutter besucht, ihr Vater jedoch will sie nicht „derartig“ sehen. Sie erfährt, dass ihre geliebte Großmutter im Sterben liegt und bittet Healy, fast ohne Hoffnung, auf einige Tage Hafturlaub. Boo und Nicky führen ihren Wettkampf, wer die meisten Frauen ins Bett bekommt, fort. Boo holt sich viele „Klein-Punkter“ und Nicky versucht, Wärterin Fischer als Hauptgewinn rumzukriegen, scheitert jedoch. In Rückblenden sieht man, wie Gloria und ihre Kinder häuslicher Gewalt ausgesetzt waren und sie in Vorbereitung ihrer Flucht Essensmarken-Betrug zur Geldbeschaffung beging. |           |                                         |                                |                          |                                                |                          |                             |
| 19 | 6         | Und ’ne Pizza dazu                      | You Also Have a Pizza          | 6. Juni 2014             | 16. Sep. 2014                                  | Allison Anders           | Stephen Falk                |
| Der bevorstehende Valentinstag und seine gesellschaftlichen Verpflichtungen und Zwänge beschäftigt alle, drinnen wie draußen. Red und ihr Sohn Vasily beginnen, den Gewächshausschacht zum Schmuggeln zu benutzen, mit den Waren gewinnt Red Einfluss zurück. Larry fragt Piper, ob sie ihm Insiderinfos zustecken kann, damit er in seinem Artikel einen Gefängnis-Finanzskandal aufdecken kann. Piper fragt überall herum und muss dies bald unter dem Deckmantel einer neu zu gründenden Insassenzeitung tun. In Rückblenden sieht man Pousseys liebevolle lesbische Beziehung als Soldatentochter in Deutschland. Jedoch werden sie entdeckt, und der fremde Vater bewirkt die vorzeitige, fatale Rückkehr von Pousseys Familie. Pousseys Vater kann gerade noch verhindern, dass sie den anderen erschießt. In Litchfield ist die Valentinstagsparty in vollem Gange, auch Einsamkeit wird erfahren. Pennsatucky wird aus Leannes Gruppe verstoßen und darf sich an einen väterlichen Healy lehnen, der wiederum von seiner Katalogbraut missachtet wird. Vee gewinnt immer mehr Einfluss und zwingt Taystee u. a. mit dem Versprechen auf Pizza, die Bücherei und somit Poussey zu verlassen. Larry und Polly knutschen und werden fast vom heimkommenden Pete erwischt. Caputo lädt Fischer zum Konzert seiner Band ein, jedoch kommt sie nicht allein. Sie scheint den Kollegen Luschek, Bell und O’Neill zugewandt. Im Konzert sieht Caputo plötzlich Jimmy, eine ältere demente Insassin, die versehentlich geflüchtet ist. Bennett wird von den Latinas zum Schmuggeln gezwungen, damit er nicht den „Familienfrieden“ gefährdet. |           |                                         |                                |                          |                                                |                          |                             |
| 20 | 7         | Comic Sans                              | Comic Sans                     | 6. Juni 2014             | 16. Sep. 2014                                  | Andrew McCarthy          | Sara Hess                   |
| Die Flucht der dementen Jimmy veranlasst Caputo, den Wachen strengere Überwachungsregeln gegen die Gefangenen aufzuerlegen. Außerdem soll jeder fünf Mahnzettel pro Woche schreiben. In Rückblenden sieht man Black Cindy als Flughafenarbeiterin, dort stiehlt sie u. a. einen Laptop. Den schenkt sie ihrer zehnjährigen Schwester, von der sich später herausstellt, dass es tatsächlich ihre eigene Tochter ist, für die sie jedoch keine dauerhafte Verantwortung übernehmen kann. Taystee verteilt Frei-Joints und erhält Motiv-Briefmarken für Vee, deren Gruppe wiederum einen straffen Zigarettenhandel betreibt. Red schmuggelt Beautyprodukte und tauscht diese gegen Gefälligkeiten. Die spanischen Frauen fordern weiterhin Schmuggelware von Bennett, der sich zusehends weigert und mit Mahnzetteln droht. Daya wird, da sie sich macht- und hilflos fühlt, dadurch feindselig. Daya, Flaca und Morello steigen bei Pipers Gefängniszeitung ein. Es wird inhaltlich, aber auch um beispielsweise die Schrifttype „Comic Sans“ gerungen. Poussey biedert sich letztlich doch Vee an, da sie sich Vorteile erhofft. Polly besucht Larry um ihn auszuschimpfen, aber landed fast ansatzlos im Bett mit ihm. Die demente Jimmy wird begnadigt, aber zum Entsetzen der beobachtenden Insassen einfach an der nächsten Bushaltestelle ausgesetzt. |           |                                         |                                |                          |                                                |                          |                             |
| 21 | 8         | Die richtigen Töpfe                     | Appropriately Sized Pots       | 6. Juni 2014             | 16. Sep. 2014                                  | Daisy von Scherler Mayer | Alex Regnery & Hartley Voss |
| Nach Bekanntwerden von Pipers bevorstehendem Hafturlaub wird sie von vielen Insassen hart angegangen. Caputo wird von Figueroa unter Druck gesetzt, härter durchzugreifen. Dies führt letztlich zu Fischers Entlassung. Caputo treibt sich im öfter im Gewächshaus herum, dort werden kleine Pflanzen in großen Töpfen über versteckter Schmuggelware aufgezogen. Bevor er dahinterkommt, kann Gloria alles verstecken. Piper bittet Healy, den Hafturlaub jemandem zu geben, der ihn dringender braucht, was aber unmöglich ist. Im Telefonat mit ihrer Mutter zum bevorstehenden Hafturlaub erfährt sie zudem, dass die Großmutter bereits verstorben ist. Rosa lernt während ihrer Chemobehandlung im externen Krankenhaus einen jungen Mann kennen. Sie hilft ihm, die inkompetente Krankenschwester zu bestehlen. Bevor die Freundschaft jedoch zu intensiv werden kann, ist der junge Mann fast geheilt. In Rückblenden sieht man, wie Rosa in den siebziger Jahren als junge Gangsterbraut an Banküberfällen beteiligt war. Ihr Geldgeruchsfetisch schien jedoch für den jeweiligen Lover stets tödliche Folgen zu haben. In der letzten Szene sieht man, wie sich Mendez in einsamer-Rächer-Pose dem Eingang von Litchfield nähert. |           |                                         |                                |                          |                                                |                          |                             |
| 22 | 9         | 40 Vol-% Freigang                       | 40 Oz. of Furlough             | 6. Juni 2014             | 16. Sep. 2014                                  | SJ Clarkson              | Lauren Morelli              |
| Piper tritt ihren Hafturlaub an und entdeckt draußen die kleinen Schönheiten und Freuden wie beispielsweise Kaffeeduft. Beim Versuch, mit Larry Sex zu haben, gesteht er, mit einer anderen geschlafen zu haben. Beide realisieren, sich noch zu lieben, aber keine Beziehung mehr haben zu können. Trotz drohender Alkoholkontrolle genießt sie einige Hochprozenter. Piper nimmt an der Beerdigung teil, die von ihrem Bruder skurrilerweise in seine eigene Hochzeitsfeier verwandelt wird. In Gesprächen mit ihrer Familie erkennt man, wie klar und ehrlich Piper in vielen Dingen sich selbst gegenüber geworden ist. Red gewinnt immer mehr Zuspruch auch von ihren ehemaligen Kameradinnen. Ihr vormaliges Küchen-Schmuggel-„Unternehmen“ beginnt wieder aufzuleben und zu florieren – sehr zum Mißfalles der Vee-Truppe. Red wird von ihnen brutal zusammengeschlagen. In Rückblenden sieht man, wie sich Red und Vee in einem früheren Gefängnisaufenthalt kennen- und auch schätzen lernten und wie Vee Kontrolle über die Gruppe der Schwarzen bekam. Der frisch zurückgekehrte Mendez beginnt unverzüglich eine Art Schreckensherrschaft. Bennett scheitert bei dem Versuch, ebenso streng zu wirken. Daraufhin erzählt er Caputo von Dayas Schwangerschaft (entgegen Dayas Zustimmung), und deutet an, dass ja nur Mendez als Vater in Frage kommen könne. |           |                                         |                                |                          |                                                |                          |                             |
| 23 | 10        | Kleiner schnauzbärtiger Scheißer        | Little Mustachioed S…          | 6. Juni 2014             | 16. Sep. 2014                                  | Jennifer Getzinger       | Sian Heder                  |
| Die Wärter versuchen – mit unterschiedlichem Engagement und wechselnder Härte – Schmuggelware zu finden und den Häftlingen abzunehmen. Dayas Schwangerschaft wird bekannt. Mendez wird verhaftet und gefeuert, da man ihn für den Vater hält. In Rückblenden werden Teile der Vorgeschichte von Piper und Alex erzählt, besonders Alex’ mangelnde Einstellung zu Treue. Piper wird durch Anmerkungen deutlich, dass Larry und Polly miteinander geschlafen haben, was sie jedoch nicht allzu tief trifft. Vee versucht, in Reds Gartenhaus-Geschäfte miteinzusteigen und versucht außerdem, alle Drogengeschäfte auf sich und ihre streng geführte Gruppe zu bündeln. Poussey, die eigentlich ordentlich in der Bibliothek arbeiten will, wird gemobbt und betrinkt sich darauf. Sie beleidigt Vee und wird daraufhin von Suzanne verprügelt. Nicky kann in letzter Sekunde einer Rückkehr zum Heroin widerstehen und gibt dieses Red. Healy, der sich außerhalb selbst psychologisch beraten lässt, beschließt daraufhin, eine Selbsthilfegruppe „Safe Place“ zu gründen. Dieser „sichere Hafen“ soll völlig offene, läuternde Gespräche ohne Strafe ermöglichen. |           |                                         |                                |                          |                                                |                          |                             |
| 24 | 11        | Auch Prinzipien brauchen mal eine Pause | Take a Break From Your Values  | 6. Juni 2014             | 16. Sep. 2014                                  | Constantine Makris       | Nick Jones                  |
| Piper hatte viele Briefe von Alex ignoriert und entschließt sich letztlich doch, sie zu kontaktieren. Im Telefonat ist Alex manipulativ wie immer und erzählt außerdem, dass Kubra nicht verurteilt wurde, was Piper Angst macht. Dem von Soso initiierten Hungerstreik treten mit fast religiösem Eifer mehr Frauen bei, die sich allerdings oft nur persönliche Vorteile dadurch sichern wollen. Polly verlässt Pete für Larry. Figueroa hat endlich eine Firma mit der Instandsetzung der sanitären Anlagen betraut und -aus Caputos Sicht überflüssigerweise- einer vertrauten Firma einen Auftrag für Schutzkleidung gegen Aufstände gegeben. Die Insassenzeitung wird, nachdem ein unliebsamer Artikel darin stand, von der Gefängnisleitung wieder verboten. Ohne den offiziellen Zusammenhang Pipers als Redakteurin zuzugeben, eröffnet man ihr, dass sie nach Virginia verlegt werden soll. Auch Schwester Ingall tritt dem Hungerstreik bei. In Flashbacks sieht man, wie sie sich politisch und aktionistisch für Prinzipien radikalisierte und deshalb letztlich exkommuniziert wurde. Vees Methoden werden immer rabiater, die älteren Insassen planen deshalb hinter Reds Rücken, Vee zu töten. Versehentlich jedoch erstechen sie eine Falsche. Healys „Safe Place“ findet endlich einige Teilnehmerinnen, eine offene Kommunikation kommt aufgrund von Vees anwesenden „Spioninnen“ jedoch nicht zustande. |           |                                         |                                |                          |                                                |                          |                             |
| 25 | 12        | Die Wechseljahre                        | It Was the Change              | 6. Juni 2014             | 16. Sep. 2014                                  | Phil Abraham             | Sara Hess                   |
| Die Rivalität zwischen Red und Vee zeigt sich in mehreren Konfrontationen. Die älteren Frauen raten Red, den missglückten Anschlag als absichtliche Warnung an Vee umzudeklarieren. Der Sturm und das Hochwasser zwingen die Insassen, in den höhergelegenen Speisesaal zu ziehen. Es kommt Zeltlagerstimmung auf, aber sowohl Reds als auch Vees Truppe fürchten sich vor leicht möglichen Angriffen in der Nacht. Im Laufe der Nacht haben Lorna und die sterbende Rosa einen Moment besonderer Nähe. Pennsatucky lässt sich leichtgläubig von Boo über die bevorstehende Lesben-Weltherrschaft unterrichten. Figueroa, die sich auf einem ballähnlichen Empfang amüsiert, wird von Caputo mit Anrufen über die katastrophalen Umstände im Gefängnis bombardiert, was sie jedoch quasi ignoriert. Zu ihrem Entsetzen entdeckt sie ihren Mann, der mit einem anderen Mann knutscht. Red versucht, Vee mit Plastikfolie zu strangulieren, was jedoch misslingt. Beide beschließen daraufhin einen Waffenstillstand, der jedoch am nächsten Morgen von Vee durch einen brutalen Angriff gegen Red gebrochen wird. Piper nutzt die Wirrungen der Nacht für einen Einbruch in Figueroas Büro um Betrugsbeweise zu sichern und wird dabei von Caputo überrascht. Taystee wird von Vee verstoßen und kann die Freundschaft mit Poussey wieder aufnehmen. In Rückblenden sieht man Vee, deren Wechseljahre beginnen, in der Gefahr einer Geschäftsübernahme durch einen ihrer Ziehsöhne. Bevor sie ihn ermorden lässt, genießt sie eine heiße Nacht mit ihm. |           |                                         |                                |                          |                                                |                          |                             |
| 26 | 13        | Lady Locksley                           | We Have Manners. We’re Polite. | 6. Juni 2014             | 16. Sep. 2014                                  | Constantine Makris       | Jenji Kohan                 |
| Vees Familie löst sich langsam auf und ihre Frauen wenden sich sogar gegen sie. Nachdem Nicky ihren Heroinvorrat gestohlen hatte, bekommt sie es mit der Angst zu tun. Die leicht zu beeinflussende Suzanne 'Crazy Eyes' soll die Schuld für den Angriff auf Red auf sich nehmen. Die selbstgefällige Untersuchungskommission glaubt das dann zunächst auch. Piper verrät Caputo Details zu Figueroas Betrügereien. Zum Dank streicht er ihre und elf weitere Versetzungen in andere Gefängnisse. Figueroa versucht durch Oralsex bei Caputo sein Schweigen zu sichern. Die Untersuchung ist jedoch schon im Gange und sie quittiert den Dienst um weiteren Untersuchungen zu entgehen. Piper wird von Alex besucht. Später lässt sie deren Bewährungshelfer Informationen über eine bei Alex versteckte Waffe zukommen. Caputo wird neuer Interims-Chef und muss sich sofort mit einer Aktivistengruppe für den Hungerstreik am Eingang beschäftigen und mit Bennetts Geständnis der Vaterschaft. Red und Healy überreden Schwester Ingall, den Hungerstreik zu beenden. Healy und Luschek fälschen Arbeitspapiere zugunsten Suzanne was zur Wiederaufnahme der Untersuchungen gegen Vee führt. Diese flüchtet durch Reds Schmuggeltunnel und gelangt zur Landstraße. Rosa erfährt vom Doktor, dass sie nur noch wenige Wochen zu leben hat. Morello „vergisst“ den Wagenschlüssel abzuziehen und Rosa gelingt die Flucht im VW-Bus. Zur Melodie von (Don’t Fear) The Reaper (Fürchte nicht den Schnitter) genießt sie den Beginn ihrer letzten Freiheiten, erblickt die verhasste Vee und überfährt sie. (Anm.: Der Deutsche Titel 'Lady Locksley' deutet auf einen weiblichen Robin Hood hin. Diese Rolle passt auf einige Frauen in der Folge.) |           |                                         |                                |                          |                                                |                          |                             |

## Staffel 3
Anfang Mai 2014 wurde die Bestellung einer dritten Staffel bekannt. Diese ist seit dem 11. Juni 2015 in den USA sowie in Deutschland seit dem 12. Juni 2015 auf Netflix abrufbar.
| Nr. (ges.) | Nr. (St.) | Deutscher Titel                    | Originaltitel                      | Erstveröffentlichung USA | Deutschsprachige Erstveröffentlichung (D/A/CH) | Regie               | Drehbuch                      |
| --- | --------- | ---------------------------------- | ---------------------------------- | ------------------------ | ---------------------------------------------- | ------------------- | ----------------------------- |
| 27 | 1         | Muttertag                          | Mother’s Day                       | 11. Juni 2015            | 12. Juni 2015                                  | Andrew McCarthy     | Jenji Kohan                   |
| Caputo ist neuer Gefängnischef und will alles menschlicher organisieren. Der bevorstehende Muttertag wird als Fest vorbereitet. Piper bemerkt, dass Alex zurückgekehrt ist, und die beiden versöhnen sich. Poussey vermisst ihre Mutter. Bennett kann keine Ruhe finden, da Dayas Familie seine bevorstehende Vaterschaft taktisch geheim halten will. Daya und Aleida streiten darüber, was Mutterschaft bedeutet. Pennsatucky veranstaltet eine private Gedenkfeier für all die Kinder, die sie abgetrieben hatte. Healy fühlt seine Position bedroht, da Caputo eine zusätzliche Seelsorgerin eingestellt hat. Red verschließt den Eingang zum Schmuggeltunnel mit Zement. Beim Besuch ihrer Familie erfährt sie, dass die Geschäfte im Gegensatz zu Pipers Erzählungen praktisch darniederliegen. Am Festtag, an dem viele Kinder anwesend sind, verkleidet sich Boo in einem albernen Kostüm und übersteht den Tag jedoch in Würde. Für viele Frauen ist die ganze Feier aber eine emotionale Grenzerfahrung. |           |                                    |                                    |                          |                                                |                     |                               |
| 28 | 2         | Bettwanzen und andere Dinger       | Bed Bugs and Beyond                | 11. Juni 2015            | 12. Juni 2015                                  | Constantine Makris  | Jim Danger Gray               |
| Litchfield kämpft gegen eine Bettwanzenplage. Die Insassen müssen Unterwäsche oder Wegwerfkleidung tragen. Es kursieren Verdachte, wer die Wanzen eingeschleppt hat. Red konfrontiert Piper mit deren Lügen über das Geschäft und bricht den Kontakt mit ihr und ihren Kindern ab. Healy kann erfolgreich intervenieren. Pornstachs Mutter besucht das Gefängnis und bietet an, Dayas Baby zu adoptieren, um ihm ein komfortables Leben zu ermöglichen. Dies führt zu Spannungen zwischen Bennett, Daya und Aleida. Alex verzweifelt fast daran, wieder im Gefängnis zu sein, und erfährt von Piper, dass diese durch Verrat an den Bewährungshelfer schuld an ihrer Rückkehr war. Bennett bittet Daya, ihn zu heiraten, aber fürchtet sich vor ihrer Riesenfamilie, speziell dem zornigen Cesar. Nicky und Boo finden heraus, dass ihr Heroin, das sie mit Hilfe von Luschek draußen verkaufen wollten, gestohlen wurde. Caputo erfährt, dass das Gefängnis aufgrund der Bettwanzenplage geschlossen werden soll. Piper und Alex streiten sich in der Bibliothek und entdecken dabei die Erotik der wechselnden Machtverhältnisse zwischen ihnen. Casar schenkt Bennett eine Krippe und richtet aber auch eine Waffe auf eines der anwesenden Kinder. Bennett sucht daraufhin das Weite. In Rückblenden sieht man, dass Bennett engagierter Soldat in Afghanistan war und wie seine Einheit durch Verrat tödlich angegriffen wird und er dadurch seinen afghanischen Freund verliert. |           |                                    |                                    |                          |                                                |                     |                               |
| 29 | 3         | Empathie ist ein Abtörner          | Empathy Is a Boner Killer          | 11. Juni 2015            | 12. Juni 2015                                  | Michael Trim        | Nick Jones                    |
| Luschek hat aufwändig einen Käufer für Nickys Heroin gefunden und wird wütend, als er erfahren muss, dass es verschwunden ist. Alex und Pipers Beziehung bleibt spannungsgeladen. Unter den Angestellten geht das Gerücht um, dass das Gefängnis geschlossen werden soll. Aus unterschiedlichen Gründen sind ihnen die Jobs wertvoll. Entgegen besserem Wissen verneint Caputo die Gerüchte zunächst. Bennett verschwindet, was Daya sorgt. Die neue Seelsorgerin Rogers bietet einen Theaterworkshop an, der ein großer Erfolg wird. Im Workshop vertragen sich Alex und Piper während eines sehr realistischen Rollenspiels. Die Meth-Gruppe entdeckt, dass Nicky das Heroin für sich behalten wollte. Luschek nimmt es ihnen weg, wird von Caputo entdeckt und muss daraufhin Nicky anschwärzen. Healy bittet wieder einmal Red um Hilfe in der Kommunikation mit seiner Frau. Caputo erpresst Figueroa, damit sie ihm hilft, das Gefängnis offenzuhalten. Diese verweist ihn an einen privaten Gefängnisbetreiber. Nicky verabschiedet sich in die Isolationshaft. Sie beklagt, dass, obwohl sie ihre Sucht überwunden hat, ihre selbstzerstörerischen Tendenzen wohl nie enden werden. In Rückblenden sieht man, wie Nicky durch ihren Drogenkonsum immer tiefer sank und sich zudem fast unwiederbringlich von ihrer Mutter entfernte. |           |                                    |                                    |                          |                                                |                     |                               |
| 30 | 4         | Kampflesbe                         | Finger in the Dyke                 | 11. Juni 2015            | 12. Juni 2015                                  | Constantine Makris  | Lauren Morelli                |
| Viele knabbern an der Abwesenheit von Nicky. Caputo ist völlig von dem bevorstehenden Besuch der privaten Gefängnisbetreibergesellschaft MCC eingenommen. Crazy Eyes kommt noch immer nicht über den Tod von Vee hinweg. Daya befürchtet, dass ihr Bennett einfach davongelaufen ist. Piper hat Geburtstag und wird von ihrer Familie besucht, was wieder einmal zu spannungsgeladenen Gesprächen führt. Piper und Alex wachsen wieder weiter zusammen. Pennsatucky erzählt Big Boo, dass sie noch immer Geld von den Abtreibungsgegnern erhält, die sie für eine Märtyrerin halten. Dies bringt Big Boo auf die Idee, von religiösen Gruppierungen Geld zu erbitten. Beim ersten Besuch kann sie aber weder ihre Abneigung gegen Kirche verbergen noch ist sie bereit, ihre homosexuellen Ideale für Geld zu verraten. Zwischen Red und Healy scheint sich eine besondere, eventuell romantische Freundschaft zu entwickeln. In vielen Szenen zeigt Caputo Einzelheiten des Gefängnisses und scheint mit jedem Detail seinem Ziel ferner. MCC, die jeden Handgriff und jede Person in Geld pro Zeit oder Stück umrechnen, erklären sich jedoch überraschend zur Betreibung des Gefängnisses bereit. In Rückblenden sieht man Big Boo mit ihren Eltern. Der grundsätzlich verständige Vater kann sich gegen die Mutter und deren Vorstellung einer „normalen“ Sexualität aber nicht in Boos Sinne durchsetzen. Später stirbt die Mutter, ohne dass Boo sich je mit ihr versöhnt hätte. |           |                                    |                                    |                          |                                                |                     |                               |
| 31 | 5         | Fake                               | Fake It Till You Fake It Some More | 11. Juni 2015            | 12. Juni 2015                                  | Nicole Holofcener   | Tara Herrmann                 |
| MMC investiert in neue Matratzen und in andere Verbesserungen, jedoch werden einigen Wärtern die Stunden gekürzt. Die Insassen erfahren, sich für eine neue Arbeit bewerben zu können, die den zehnfachen Lohn bringt. Zuvor muss jedoch ein schriftlicher Test absolviert werden. Dies fällt einigen Insassen aufgrund von Prüfungsängsten sehr schwer. Der MCC-Vertreter verrät Caputo anschließend, dass die neuen Arbeitsplätze unabhängig vom Test verlost wurden. Marisol gehört zu den Auserwählten und erfährt, dass die Arbeit im Nähen von Damenunterwäsche besteht – die Tätigkeit, vor der sie fliehen wollte und deshalb straffällig wurde. Sie verkaufte LSD-Placebos, die jedoch zum Selbstmordversuch eines Klassenkameraden führten, was ihr eine Verhaftung wegen Betruges einbrachte. Daya möchte ihr Baby, da Bennett verschwunden scheint, nun doch „weggeben“. Alex hat paranoide Ängste über ihren ehemaligen Gangsterboss, dem sie auch einen Mord an ihr zutraut. Poussey vermutet, dass gierige Tiere ihre Alkoholproduktion entdeckt und aufgefressen haben. Healy und Red bemühen sich umeinander, aber benehmen sich abwechselnd tollpatschig. |           |                                    |                                    |                          |                                                |                     |                               |
| 32 | 6         | Ching Chong Chang                  | Ching Chong Chang                  | 11. Juni 2015            | 12. Juni 2015                                  | Anthony Hemingway   | Sara Hess                     |
| Caputo führt Bewerbungsgespräche für Teilzeitstellen durch, was die vorhandene Belegschaft weiterhin verunsichert. Eine neue Insassin erbittet aus religiösen Gründen ein koscheres Essen, das deutlich besser ist als eine normale Mahlzeit. Im Fernsehen verfolgen die Insassen, wie der bekannten Fernsehköchin Judy King Steuerbetrug vorgeworfen wird. Die Unterwäscheproduktion beginnt mit viel Geschnatter, Piper flirtet mit der neuen Insassin Stella Carlin. Lorna empfängt viele männliche Besucher, mit denen sie Brieffreundschaften aufrechterhält und dabei immer neue Kriminalitätslaufbahnen erfindet. Bei einem Jiu-Jitsu-Kämpfer kann sie scheinbar landen. Healy bequatscht Caputo geschickt und erreicht Reds Rückkehr in die Küche. Eine romantisierte Poussey träumt von Liebe und betrinkt sich mit Selbstgebrautem. Chang bereitet sich unterdessen geheimes eigenes Essen zu und sieht chinesische Fernsehserien auf einem im Gartenhäuschen versteckten Smartphone. In Rückblenden erfährt man, wie sie als hässliches Entlein von einem reichen Chinesen bei einer arrangierten Hochzeit wie verdorbene Ware zurückgewiesen wird. Später steigt sie in einer asiatischen Unterweltorganisation auf und nutzt ihre Macht, um brutalste Rache an dem Mann zu üben. |           |                                    |                                    |                          |                                                |                     |                               |
| 33 | 7         | Ein stummes Nichts                 | Tongue-Tied                        | 11. Juni 2015            | 12. Juni 2015                                  | Julie Anne Robinson | Sian Heder                    |
| Suzanne zeigt ein Talent zum Schreiben von bizarren, erotisch aufgeladenen Fantasy-Geschichten. Diese verbreiten sich rasch bei einigen Frauen als Geheimtipp, der Seelsorgerin sind sie jedoch verdächtig. Stella willigt ein, für Pipers geplantes Schmutzige-Höschen-Unternehmen getragene „Whispers“-Schlüpper beizusteuern. Piper gewinnt Cal, ihr beim Vertrieb und der Webseite zu helfen. Daya kämpft immer noch mit der Entscheidung, wem sie ihr Baby zur – wie es mittlerweile scheint – „Aufzucht“ anvertrauen soll. Mendozas und Sophias Sohn begegnen und beeinflussen sich während der Fahrgemeinschaft zu den Besuchszeiten. Dies führt zu Streitereien der beiden Mütter. Mendoza hat sich für den Besuch eine Auszeit von ihrer Position als Küchenchefin genommen, und genau dann kommt es zu einem Unfall. Caputo überträgt deshalb wieder Red die Küche. Die neuen, von MCC eingeführten Fertiggerichte jedoch schmecken kaum jemandem. Durch das schlechte Verteidigungstraining der Wärter kommt es zu einem unangemessenen Pfeffer-Spray-Einsatz. In mehreren Szenen wird Normas Fähigkeit als handauflegende Wunderheilerin deutlich. In Rückblenden sieht man, wie sie eine willige Jüngerin in einer Guru-Gemeinschaft wurde, den Guru jedoch nach vielen Jahren der Desillusion tötet. |           |                                    |                                    |                          |                                                |                     |                               |
| 34 | 8         | Furcht und andere Gerüche          | Fear, and Other Smells             | 11. Juni 2015            | 12. Juni 2015                                  | Mark A. Burley      | Nick Jones                    |
| Suzannas Erotik-Fantasy-Geschichten erlangen Kultstatus, manche Frauen versuchen sogar, auf die Fortsetzungen Einfluss zu nehmen. Ein unerwarteter Kapitelausgang stürzt Poussey sogar tiefer in ihre alkoholische Depression. Alle Insassen verabscheuen das neue Essen, und Red versucht erfolglos, die Küchenchefposition loszuwerden. Das käufliche Essen aus dem Gefängnisladen wird Mangelware, es kommt zu Hamsterkäufen, zudem verteuern sich dort die Preise. Piper tauscht gehortetes Essen gegen getragene Unterwäsche, die weiterhin online verkauft wird. Healy verschreibt Soso Antidepressiva, was mit Rogers zu Diskussionen führt. Wütend überträgt Healy den Fall an sie. Pennsatucky befreundet sich mit dem neuen Wärter Coates, dem sie erklären muss, wie sie zu bewachen sei. Einen nicht ganz legalen Besuch bei seiner Teilzeitstelle im Donut-Laden wandelt sie in einen unbeschwerten Beinahe-Freizeitnachmittag um. Die Führungskräfte von MCC werden während eines fast zynischen Meetings gezeigt, in dem es ausschließlich um Profit und Kostenoptimierung geht. Caputos Kontaktmann Pearson, der mit dem MCC-Boss verwandt ist, blamiert sich mit Forderungen und sitzt zwischen allen Stühlen. Sophia und Mendoza beklagen gegenseitig ihr Leid, ihren fernen Jungs keine angemessenen Eltern sein zu können. Daya erfährt von Mendez' Mutter, dass Aleida Geld für den Babytransfer ins Spiel gebracht hatte. Ohne den wahren Vater preiszugeben, erklärt sie, Mendez sei es jedenfalls nicht, was Mendez' Mutter in ruhiger Dankbarkeit akzeptiert. Alex verdächtigt die neue Insassin Lolly, ihr im Auftrag von Kubra nachzuspionieren. Piper macht sich darüber lustig, jedoch sieht man später, wie Lolly jede Bewegung von Alex in ein Notizheft schreibt. In Rückblenden sieht man Alex und Fahri feiern. Dadurch verpassen sie, Piper vom Flughafen abzuholen, was zu deren Verhaftung führt. Dies bringt einen wütenden Kubra auf den Plan.                       |           |                                    |                                    |                          |                                                |                     |                               |
| 35 | 9         | Wo ist mein Dreidel hin?           | Where My Dreidel At                | 11. Juni 2015            | 12. Juni 2015                                  | Andrew McCarthy     | Jordan Harrison               |
| Pipers Getragene-Unterhosen-Geschäft floriert und wirft Geld ab, der Wärter Bayley schmuggelt und Cal muss Shop-Kommentare auswerten. Suzannes abgedrehte Sci-Fi-Porno-Geschichten sind weiterhin das Tagesgespräch. Red schämt sich für das Beutelessen und erzählt wirklich jedem, dass es absolut nicht ihre Schuld sei. MCC beschäftigt einen Miet-Rabbi, der die jüdische Gesinnung der Gefangenen erforschen soll. Mit Halbwissen aus Woody-Allen-Filmen blamieren sich einige, Caputo jedoch lehnt das religiöse Ausforschen strikt ab und gerät in den nächsten Streit mit dem zynischen Pearson. Bald gibt es bei der Essenausgabe nun eine sehr kurze Liste mit Koscher-Essen-Berechtigten, ausgerechnet Schwester Ingall ist dabei. In der Dusche trifft Piper auf eine nackte Stella und ist von deren Körper beeindruckt. Später kommt es zu einem gleichermaßen klärenden und verwirrenden Kuss. Sophias Sohn ist nicht das Unschuldslamm, als das ihn Sophia sehen möchte, und sie muss sich letztlich bei Mendoza entschuldigen. Die Starköchin Judy King erscheint erneut im Fernsehen, diesmal mit Schuldbekenntnissen. Der Wärter Coates und Pennsatucky spielen seltsame Rollenspiele mit unklaren Machtverhältnissen. Coates küsst sie letztlich, Pennsatucky scheint aber weniger auf Gefühle als auf andere Vorteile zu lauern. Lolly zerbricht eine Scheibe des Gewächshauses, und zum Entsetzen von Alex fehlt bald darauf eine Riesenscherbe. Als Alex Lollys Aufzeichnungen über sich entdeckt, steigt ihre Angst. Leanne schwingt sich als Anführerin der neuen Norma-Religion auf. Die vermeintlich nötigen kirchlichen Strukturen führen jedoch zum missbräuchlichen Ausschluss von Soso. Vergeblich versucht Norma, das Prinzip der Nettheit aufzuwerten. In Rückblenden sieht man, wie Leanne ihre amischen Wurzeln für Drogen verlässt. Als sie erwischt wird, verrät sie Gemeindemitglieder und entfernt sich beschämt und verlassen von den Eltern und der Gemeinschaft. |           |                                    |                                    |                          |                                                |                     |                               |
| 36 | 10        | Titten und Schamhaare              | A Tittin’ and a Hairin             | 11. Juni 2015            | 12. Juni 2015                                  | Jesse Peretz        | Lauren Morelli                |
| Suzanne wird von einer jungen Insassin mit romantischen Gefühlen belagert. Suzanne erzählt Morello, dass sie, trotz ihrer erotischen Kurzgeschichten, noch Jungfrau sei und dass Sex sie verwirre. Im Fernsehen sieht man, wie Judy King verurteilt wird, jedoch scheint sie nicht nach Litchfield zu kommen. Alex beobachtet Piper und Stellas Annäherungen und konfrontiert die beiden. Mendez ist durch seinen andauernden Gefängnisaufenthalt traumatisiert und muss von seiner Mutter erfahren, dass er doch nicht der (werdende) Vater von Dayas Kind ist. Die Mutter sagt Daya, sie würde weiterhin das Baby übernehmen wollen, dem Daya nach schmerzhaften Überlegungen einwilligt. Morello bringt ihren Brieffreund dazu, mit einigen Kumpeln körperliche Rache an Christoper zu üben. Leanne und Soso pflegen weiterhin ihre Feindschaft, mit einer verwirrten Norma zwischen allen Stühlen. Mit selbstgezüchteten Gemüse bereitet Red ein köstliches Ratatouille für ihre Gruppe. Mendoza, die über die gestrichene Mitfahrgelegenheit ihres Sohnes wütend ist, prügelt sich mit Sophia im Bad und zieht den kürzeren. Alex greift Lolly an. Es scheint jedoch, als sei diese hochgradig paranoid und realitätsentfremdet, und eben keine Agentin. Wärter Coates wird für sein Zuspätkommen mit Pennsatucky gescholten. In einem Wutanfall vergewaltigt er sie im Van. Eine Träne auf ihrer Wange lässt erkennen, wie viel tiefer als körperlich ihr Schmerz ist. |           |                                    |                                    |                          |                                                |                     |                               |
| 37 | 11        | Wir können Helden sein             | We Can Be Heroes                   | 11. Juni 2015            | 12. Juni 2015                                  | Phil Abraham        | Sian Heder                    |
| Caputo hat, wahrscheinlich nicht erstmals, Sex mit Figueroa und verspricht seinen Angestellten, gegen die herzlose MCC vorzugehen. Leannes Freundin Angie wird aufgrund eines Computerfehlers freigelassen. Jedoch wird sie, da sie nicht eilig genug abreist, von Caputo am Busbahnhof wieder eingesammelt. Big Boo erfährt von Coates Vergewaltigung und verspricht Pennsatucky, ihr bei der Rache zu helfen. Sophias Salon verliert die Kunden aufgrund der Verletzungen, die sie Mendoza beibrachte. Suzannes Geschichten werden bei den Wärtern bekannt und somit verboten. Counselor Rogers wird deshalb unfairerweise suspendiert. Suzanne jedoch ist nun frei von dieser Last, sie sucht Versöhnung mit Poussey. Die ausgeschlossene Soso konfrontiert Norma, Leanne schneidet ihr daraufhin im Schlaf die Haare kurz. Flaca stachelt die Frauen an, Pipers Unterwäsche nur noch gegen Bezahlung abzuliefern. Diese wird zukünftig Geldkarten aufladen lassen, jedoch wird Flaca für ihren Widerstand „gefeuert“. Alex fühlt sich von Pipers Härte abgestoßen und kündigt sowohl das Unterhosenbusiness als auch die Beziehung. In Rückblenden sieht man den jungen Healy und Caputo. Dieser opfert eine vielversprechende Rockstarkarriere, um mit seiner Freundin das Kind eines Bandkumpels großzuziehen. Als das Kind älter und der biologische Vater sehr erfolgreich ist, verlässt sie Caputo für jenen. |           |                                    |                                    |                          |                                                |                     |                               |
| 38 | 12        | Muss ich wirklich dazwischengehen? | Don’t Make Me Come Back There      | 11. Juni 2015            | 12. Juni 2015                                  | Uta Briesewitz      | Sara Hess                     |
| Dayas Wehen beginnen schmerzhaft, aber Hilfe ihrer Mutter lehnt sie ab, da diese das Baby „verkaufen“ wollte. Red veranstaltet eine offene Lotterie für die Teilnahme an ihrer Dinnerparty, für die Healy heimlich mit Maisbeschaffung hilft. Da Rogers suspendiert ist, kehrt Soso zu Healy zurück und möchte letztlich doch Antidepressiva verschrieben bekommen. Boo überredet Pennsatucky, Rache an Coates zu üben. Sie betäuben ihn, aber schrecken letztlich vor einer harten Körperverletzung zurück. Sophia wird von drei Frauen angegriffen und verletzt, was von einer Wärterin hilflos beobachtet wird. Sophia stellt deshalb knallharte Forderungen für Ausbildungsverbesserungen an Caputo und droht mit einem Anwalt. Dies bringt sie „sicherheitshalber“ in die Isolationshaft. Gerber fürchtet sich davor, weiterhin Unterwäsche nach draußen zu schmuggeln. Piper ist daraufhin zu sexuellen Handlungen bereit, aber Stella kann ihn mit Argumenten zum Weitermachen motivieren. Daya wird mit einem Krankenwagen zur Entbindung in ein Krankenhaus gebracht. Aleida erzählt Mendez Mutter, das Kind sei bei der Geburt gestorben, tatsächlich kommt es in ihre Drogenfamilie. Taystee wirkt in unterschiedlichen Situationen beruhigend und findet sich in der Rolle der neuen „Mutter“ ihrer Gruppe wieder. Poussey entdeckt eine bewusstlose Soso, die durch beim Arztbesuch gestohlene Pillen eine Überdosis erlitt. Piper will Stella näherkommen, jedoch erzählt diese, in wenigen Tagen freizukommen. Pipers Bruder und die Freundin beginnen, getragene Unterhosen zu fälschen um das Geschäft zu beleben. In Rückblenden sieht man Aleida, der die junge Daya oft lästig ist. Sie lädt sie im vierwöchigen Zeltlager ab, wo Daya jedoch auf liebevolle Erzieher trifft, die ihre Fähigkeiten fördern und sie ernst nehmen. Nach der Abholung zerstört Aleida diese positiven Ansätze durch ihre fortgesetzte Ignoranz.                                                            |           |                                    |                                    |                          |                                                |                     |                               |
| 39 | 13        | Trau keiner Bitch                  | Trust No Bitch                     | 11. Juni 2015            | 12. Juni 2015                                  | Phil Abraham        | Jim Danger Gray & Jenji Kohan |
| Poussey, Taystee und Suzanne retten Soso von der Überdosis. Piper beschuldigt Flaca, das Unterhosengeschäft zu bestehlen, jedoch stellt sich Stella als die Schuldige heraus, die für ihre bevorstehende Freiheit Geld braucht. Piper rächt sich, indem sie Schmuggelware bei Stella versteckt, was diese in die Isolationshaft führt. Healy hegt Hoffnung auf ein Leben mit Red, die sich jedoch zurückzieht. Morello und Vince heiraten so romantisch, wie es im Gefängnis gerade geht und müssen die Hochzeitsnacht im Stehen hinter dem Getränkeautomaten durchziehen. Black Cindy will ernsthaft Jüdisch werden, allerdings fehlt die Taufgelegenheit in einem echten Gewässer. Cesar wird verhaftet, dies bedeutet Komplikationen für Dayas Baby. Norma könnte alle Anhänger verlieren, nachdem ihr von Poussey eine Mitschuld an Sosos Selbstmordversuch vorgeworfen wird. Ebenso streiten Flaca und Gloria sowie Leanne und Norma. Caputo willigt ein, für die Angestellten Gewerkschafter sein, akzeptiert dann aber eine Beförderung von MCC. Daraufhin verlassen die Mitarbeiter das Gelände. Durch ein Versehen wird ein Ausgang im Zaun geschaffen, die meisten Insassen gelangen kurzerhand zum nahe gelegenen See. So kann Black Cindy standesgemäß getauft werden (Tevila), während sich alle wie Kinder plantschend amüsieren. Alex wird im Gewächshaus von einem neuen von Kubra geschickten Wärter hart angegriffen, ihr Schicksal bleibt dem Zuschauer verborgen. Auf dem fast verlassenen Gelände werden inzwischen die Betten aufgestockt, und man sieht Busse voller neuer Insassen anrollen. Ebenso findet die Fernsehköchin Judy King, die sich selbst einliefern möchte, niemanden für ihre Aufnahme. |           |                                    |                                    |                          |                                                |                     |                               |

## Staffel 4
Mitte April 2015 bestellte Netflix eine vierte Staffel der Serie.
Diese ist seit dem 17. Juni 2016 in den USA sowie in Deutschland auf Netflix abrufbar.
| Nr. (ges.) | Nr. (St.) | Deutscher Titel                        | Originaltitel                    | Erstveröffentlichung USA | Deutschsprachige Erstveröffentlichung (D/A/CH) | Regie              | Drehbuch                    |
| --- | --------- | -------------------------------------- | -------------------------------- | ------------------------ | ---------------------------------------------- | ------------------ | --------------------------- |
| 40 | 1         | Schwere Körperarbeit                   | Work That Body for Me            | 17. Juni 2016            | 17. Juni 2016                                  | Andrew McCarthy    | Jenji Kohan                 |
| Caputo wurde zum Direktor befördert. Er beantragt neue Vollzugsbeamte um die „entflohenen“ Häftlinge am See wieder einzusammeln. Einer der neuen Wärter, Piscatella, ist besonders strikt und wird von Häftlingen und Wärtern gleichermaßen gefürchtet, und wird Oberwärter. Maureen möchte die Gelegenheit nutzen, um mit der von ihr geliebten Suzanna endgültig zu fliehen. Diese jedoch schätzt das geregelte Leben und kehrt freiwillig zurück. Maureen wird später von Caputo geschnappt, kann aber durch geschicktes Argumentieren über Vernachlässigung der Aufsichtspflicht einer Bestrafung entgehen. Die neuen Insassen werden mit den alten gemischt. Judy King kann sich endlich einsperren lassen und freundet sich sofort mit Luschek an, von Caputo erhält sie eine private Zelle. Die todgeweihte Alex wird in letzter Sekunde von Lolly gerettet, die den Angreifer fast erschlägt. Als Alex ihn beseitigen will, lebt er jedoch noch schwach und sie tötet ihn letztlich. Am nächsten Morgen hilft ihnen Frieda, die Leiche zu zerlegen und unter verschiedenen Pflanzen zu vergraben. Piper erfreut sich an ihrer vermeintlichen Rolle als Obergangsterin, was jedoch die neu angekommene Maria herausfordert. |           |                                        |                                  |                          |                                                |                    |                             |
| 41 | 2         | Machtgerangel                          | Power Suit                       | 17. Juni 2016            | 17. Juni 2016                                  | Constantine Makris | Sara Hess                   |
| Die Überbelegung des Gefängnisses macht allen zu schaffen: Black Cindy und Alison Abdullah streiten um jeden Quadratzentimeter, Red kämpft vergeblich gegen Schnarchattacken ihrer Mitbewohnerin. Piper stellt ihre Zellennachbarin kurzerhand als Bodyguard an und Yoga Jones hat das Privileg in Judy Kings Luxuszelle zu ziehen. Doggett sorgt sich um Mariza, aber Offizier Coates scheint weiterhin nur sie zu lieben. Sophias Frau bedrängt Caputo wegen der Isohaft, er jedoch bleibt hart. Auf einem MCC-Treffen wird beschlossen, die alten Hütten am See für Wärter-Veteranen herzurichten um neue Mitarbeiter und öffentliche Gelder zu erhalten. Caputo freundet sich dabei mit Linda an. Daya erfährt, dass Cesar für lange Zeit in Haft bleibt und das Baby zu unbekannten Pflegeeltern kommt. Die neuen Dominikaner erkennen ihre Übermacht und es kommt zu Rassenkonflikten. Dadurch wird Maria in einen Kampf verwickelt. In Rückblenden sieht man, wie sie von ihrem Vater in einer sehr stolzen Dominikanischen Gemeinschaft aufwuchs und wie sie mit Drogenhandel in Kontakt kam. |           |                                        |                                  |                          |                                                |                    |                             |
| 42 | 3         | Frei Schnauze                          | (Don’t) Say Anything             | 17. Juni 2016            | 17. Juni 2016                                  | Andrew McCarthy    | Jim Danger Gray             |
| Aufgrund einer Idee Lindas ernennt Caputo Taystee zu seiner persönlichen Sekretärin, was diese auf putzige Art zu ihrem Vorteil nutzen möchte. Red ist erbost und neidisch über Judy, die sogar Reds Garten nutzen darf. Piper verliert Angestellte im Unterhosengeschäft aufgrund der scheinbar erhöhten Gefahrenlage. Maria schlägt ihr einige Dominikanerinnen vor, aber Piper will keine „Gauner“. Also überlegen sie, ihr eigenes Geschäft zu eröffnen. Bei einem Treffen mit Linda erkennt Caputo einen ehemaligen Wärter. Bestärkt von Linda, kann Caputo eine klare Ansage bezüglich Loyalität machen. Soso und Pousseys Freundschaft verstärkt sich. Allerdings erzählt Soso Judy in guter Absicht, Poussey käme aus dem Slum, was diese in ihrer Ehre verletzt. Sie vertragen sich und nehmen sich vor, sich gegenseitig aufrichtig kennenlernen zu wollen. In Rückblendes sieht man die junge Soso und ihren Umgang mit Wahrheiten. Lolly wird paranoider und will den Toten ausgraben, was Frieda in letzter Sekunde verhindert. Sie schlägt Alex vor, Lolly zu töten. |           |                                        |                                  |                          |                                                |                    |                             |
| 43 | 4         | Dr. Psycho                             | Doctor Psycho                    | 17. Juni 2016            | 17. Juni 2016                                  | Erin Feeley        | Carly Mensch                |
| Sophia, die immer noch in Isolationshaft sitzt, flutet ihre Zelle und verbrennt die Matratze um Caputos Aufmerksamkeit zu erlangen. Er verweigert jedoch weiterhin jede Hilfe „zu ihren Schutz“. Healy zwingt Judy, einen Kochlehrgang anzubieten, was die bestbesuchte Veranstaltung wird. Judy jedoch nutzt ihren VIP-Status und bewirkt bei Caputo, Healy als Betreuer wegen „Macht-Problemen“ auszuwechseln. In Rückblenden sieht man den jungen Healy, der eine manisch-depressive Mutter hat, der er jedoch nicht helfen kann. Aufgrund ihrer Erkrankung verlässt sie ihn von einem Tag auf den anderen. Später trifft er eine Obdachlose, hält sie für seine Mutter und lädt sie ein. Jedoch ist es eine andere Frau. Alex erzählt Red von Friedas Plan, Lolly zu töten, was Alex und Red vorerst verhindern wollen. Je paranoider Lolly wird, umso mehr ändert sich ihre Meinung. Healy rettet Lolly ungewollt, als diese mit ihren für ihn vermeintlich wirren Tötungsgeschichten Healy überzeugt, sie behandeln zu müssen. Piper und die Dominikaner geraten immer wieder über das Unterhosengeschäft aneinander. Poussey und Soso werden intim. Dayas Mutter erfährt, dass sie wegen guter Führung vorzeitig entlassen werden könnte, befürchtet aber, in der Freiheit komplett zu scheitern, obwohl sie Dayas Baby retten möchte. |           |                                        |                                  |                          |                                                |                    |                             |
| 44 | 5         | Von Menschenrechten und Ritterlichkeit | We’ll Always Have Baltimore      | 17. Juni 2016            | 17. Juni 2016                                  | Tricia Brock       | Jordan Harrison             |
| Durch die Neubelegung und Budgetkürzungen werden die Vorräte knapp, so auch Tampons und Binden, was viel Verstimmung und einen neuen Schwarzmarkt bewirkt. Durch einen scheinheiligen Hinweis von Piper werden gezielte Kontrollen bei nicht-weißen Gefangenen durchgeführt. Taystee errät Caputos Geheimwort und kann im Internet surfen, nutzt dies aber nur für Trash-News-Seiten. Caputo und Linda besuchen eine Messe für Gefängnisausstattung, in der zum Teil zynische Dinge wie gestreiftes Eis angeboten werden. Danny Pearson stellt Linda öffentlich bloß und wird von Caputo deshalb angegriffen. Dies führt zu Caputos kurzfristiger Festnahme, was wiederum Linda antörnt und es kommt zum Sex in der Besenkammer. Piper überredet Piscatella, eine Gruppe gegen Gruppenbildung im Gefängnis gründen zu dürfen, die sich aber beim ersten Treffen zu Pipers Entsetzen als weiße Rassistentruppe umfirmiert. Dogget und Coates reden persönlich miteinander. Mariza muss die kleingeistigen Wärter zu den neuen Hausungen chauffieren, pariert deren plumpe Anmache eloquent und nutzt dies zum Unterhosenschmuggel. In Rückblenden sieht man, wie sie erst in einer Bar unter Ausnutzung ihrer Schauspieltalents geringfügigen Servierbetrug beging und dann als manipulative Autodieben angeheuert wurde.                      |           |                                        |                                  |                          |                                                |                    |                             |
| 45 | 6         | Ein Stück Scheiße                      | Piece of Shit                    | 17. Juni 2016            | 17. Juni 2016                                  | Uta Briesewitz     | Lauren Morelli              |
| Nicky hat Putzdienst im Iso-Trakt und nutzt dies, um Sophia Lesestoff gegen die Langeweile zu übergeben. Beim nächsten Einsatz wird ihr Sophias leere, aber blutverschmierte Zelle zur Reinigung übergeben. Luschek fühlt sich schuldig, da Nicky durch seine falsche Anschuldigung in ein anderes Gefängnis kam. Er besucht sie, um um Verzeihung zu bitten, sie jedoch weist ihn brüsk zurück. Luschek vertraut sich Judy an, die ihre mächtigen Anwälte informiert, was zu Nickys Rückkehr nach Litchfield führt. Nicky jedoch hängt durch den Stress wieder am Heroin. Taystee will mit Paparazzi-Fotos von Judy und dem Zugang von Caputos Internet Geld verdienen. Poussey und Soso sind nun offiziell verliebt. Maria kann ihre Unterhosengang nicht auf angemessene Weise bezahlen und bittet um Geduld. Piper versteckt Unterhosen in ihrer Zelle und sorgt für deren Entdeckung. Dies bringt Maria drei bis fünf zusätzliche Haftjahre ein. Piper und Alex reden wieder miteinander, es gibt Vorwürfe. Alex kümmert sich um Lolly. Alison versucht, ihr im Schleier verstecktes Handy an Black Cindy zu vermieten. |           |                                        |                                  |                          |                                                |                    |                             |
| 46 | 7         | Weiße Scham                            | It Sounded Nicer in My Head      | 17. Juni 2016            | 17. Juni 2016                                  | Mark A. Burley     | Nick Jones                  |
| 47 | 8         | Tief gesunken                          | Friends in Low Places            | 17. Juni 2016            | 17. Juni 2016                                  | Phil Abraham       | Alex Regnery & Hartley Voss |
| 48 | 9         | Duschen ist überbewertet               | Turn Table Turn                  | 17. Juni 2016            | 17. Juni 2016                                  | Constantine Makris | Sara Hess                   |
| 49 | 10        | Häschen, Schädel, Häschen, Schädel     | Bunny, Skull, Bunny, Skull       | 17. Juni 2016            | 17. Juni 2016                                  | Phil Abraham       | Carly Mensch                |
| 50 | 11        | Angestellte des Monats                 | People Persons                   | 17. Juni 2016            | 17. Juni 2016                                  | Lev L. Spiro       | Nick Jones                  |
| 51 | 12        | Monster                                | The Animals                      | 17. Juni 2016            | 17. Juni 2016                                  | Matthew Weiner     | Lauren Morelli              |
| 52 | 13        | Kein Zurück                            | Toast Can’t Never Be Bread Again | 17. Juni 2016            | 17. Juni 2016                                  | Adam Bernstein     | Tara Herrmann & Jenji Kohan |

## Staffel 5
Die 5. Staffel ist seit dem 9. Juni 2017 in den USA sowie in Deutschland auf Netflix abrufbar.
| Nr. (ges.) | Nr. (St.) | Deutscher Titel               | Originaltitel                   | Erstveröffentlichung USA | Deutschsprachige Erstveröffentlichung (D/A/CH) | Regie              | Drehbuch                                      |
| ---------- | --------- | ----------------------------- | ------------------------------- | ------------------------ | ---------------------------------------------- | ------------------ | --------------------------------------------- |
| 53         | 1         | Aufstand-FOMO                 | Riot FOMO                       | 9. Juni 2017             | 9. Juni 2017                                   | Andrew McCarthy    | Jenji Kohan                                   |
| 54         | 2         | Ficken, heiraten, Frieda      | Fuck, Marry, Frieda             | 9. Juni 2017             | 9. Juni 2017                                   | Constantine Makris | Jordan Harrison                               |
| 55         | 3         | Pissschwestern                | Pissters!                       | 9. Juni 2017             | 9. Juni 2017                                   | Phil Abraham       | Rebecca Angelo & Lauren Schuker Blum          |
| 56         | 4         | Litchfields Talentwettbewerb  | Litchfield’s Got Talent         | 9. Juni 2017             | 9. Juni 2017                                   | Nick Sandow        | Josh Koenigsberg, Jenji Kohan & Tara Herrmann |
| 57         | 5         | Sing es, White Effie          | Sing It, White Effie            | 9. Juni 2017             | 9. Juni 2017                                   | Phil Abraham       | Molly Smith Metzler                           |
| 58         | 6         | Feurige Cheetos für alle      | Flaming Hot Cheetos, Literally  | 9. Juni 2017             | 9. Juni 2017                                   | Andrew McCarthy    | Lauren Morelli                                |
| 59         | 7         | Ganzer Busch, halber Snickers | Full Bush, Half Snickers        | 9. Juni 2017             | 9. Juni 2017                                   | Uta Briesewitz     | Anthony Natoli                                |
| 60         | 8         | An die Schienen gefesselt     | Tied to the Traintracks         | 9. Juni 2017             | 9. Juni 2017                                   | Michael Trim       | Carolina Paiz                                 |
| 61         | 9         | Es lodert                     | The Tightening                  | 9. Juni 2017             | 9. Juni 2017                                   | Erin Feeley        | Jordan Harrison                               |
| 62         | 10        | Der umgekehrte König Midas    | The Reverse Midas Touch         | 9. Juni 2017             | 9. Juni 2017                                   | Laura Prepon       | Rebecca Angelo & Lauren Schuker Blum          |
| 63         | 11        | Himmlisches Paradies          | Breaking the Fiberboard Ceiling | 9. Juni 2017             | 9. Juni 2017                                   | Wendey Stanzler    | Lauren Morelli                                |
| 64         | 12        | Tattoos                       | Tattoo You                      | 9. Juni 2017             | 9. Juni 2017                                   | Mark A. Burley     | Tara Herrmann & Carolina Paiz                 |
| 65         | 13        | Stürmische Zeiten             | Storm-y Weather                 | 9. Juni 2017             | 9. Juni 2017                                   | Jesse Peretz       | Lauren Morelli                                |

## Staffel 6
Die 6. Staffel ist seit dem 27. Juli 2018 in den USA sowie in Deutschland auf Netflix abrufbar.
| Nr. (ges.) | Nr. (St.) | Deutscher Titel                  | Originaltitel              | Erstveröffentlichung USA | Deutschsprachige Erstveröffentlichung (D/A/CH) | Regie              | Drehbuch              |
| ---------- | --------- | -------------------------------- | -------------------------- | ------------------------ | ---------------------------------------------- | ------------------ | --------------------- |
| 66         | 1         | Ich weiß von gar nichts          | Who Knows Better Than I    | 27. Juli 2018            | 27. Juli 2018                                  | Michael Trim       | Jenji Kohan           |
| 67         | 2         | Es wird ein Sh*tstorm kommen     | Sh*tstorm Coming           | 27. Juli 2018            | 27. Juli 2018                                  | Mark A. Burley     | Brian Chamberlayne    |
| 68         | 3         | Pass auf Nummer Eins auf         | Look Out for Number One    | 27. Juli 2018            | 27. Juli 2018                                  | Erin Feeley        | Hilary Weisman Graham |
| 69         | 4         | Der sprechende „Asinus“          | I'm the Talking Ass        | 27. Juli 2018            | 27. Juli 2018                                  | Phil Abraham       | Tami Sagher           |
| 70         | 5         | Streiche Streiche                | Mischief Mischief          | 27. Juli 2018            | 27. Juli 2018                                  | Andrew McCarthy    | Anthony Natoli        |
| 71         | 6         | Uterus-Inspektion                | State of the Uterus        | 27. Juli 2018            | 27. Juli 2018                                  | Constantine Makris | Merritt Tierce        |
| 72         | 7         | Wir sind die lebende Veränderung | Changing Winds             | 27. Juli 2018            | 27. Juli 2018                                  | Andrew McCarthy    | Heather Jeng Bladt    |
| 73         | 8         | Gordons                          | Gordons                    | 27. Juli 2018            | 27. Juli 2018                                  | Sian Heder         | Vera Santamaria       |
| 74         | 9         | Zerbrich den Haken               | Break the String           | 27. Juli 2018            | 27. Juli 2018                                  | Nick Sandow        | Kirsa Rein            |
| 75         | 10        | Chocolate Chip Nookie            | Chocolate Chip Nookie      | 27. Juli 2018            | 27. Juli 2018                                  | Ludovic Littee     | Carolina Paiz         |
| 76         | 11        | Das ist ihre dunkle Seite        | Well This Took a Dark Turn | 27. Juli 2018            | 27. Juli 2018                                  | Laura Prepon       | Anthony Natoli        |
| 77         | 12        | Doppeltes Aroma, doppelter Spaß  | Double Trouble             | 27. Juli 2018            | 27. Juli 2018                                  | Clark Johnson      | Hilary Weisman Graham |
| 78         | 13        | Was hast du jetzt vor?           | Be Free                    | 27. Juli 2018            | 27. Juli 2018                                  | Nick Sandow        | Brian Chamberlayne    |

## Staffel 7
Die 7. Staffel ist seit dem 26. Juli 2019 in den USA sowie in Deutschland auf Netflix abrufbar.
| Nr. (ges.) | Nr. (St.) | Deutscher Titel             | Originaltitel               | Erstveröffentlichung USA | Deutschsprachige Erstveröffentlichung (D/A/CH) | Regie              | Drehbuch              |
| ---------- | --------- | --------------------------- | --------------------------- | ------------------------ | ---------------------------------------------- | ------------------ | --------------------- |
| 79         | 1         | Der Anfang vom Ende         | Beginning of the End        | 26. Juli 2019            | 26. Juli 2019                                  | Michael Trim       | Jenji Kohan           |
| 80         | 2         | Den gerechten Lohn erhalten | Just Desserts               | 26. Juli 2019            | 26. Juli 2019                                  | Andrew McCarthy    | Brian Chamberlayne    |
| 81         | 3         | Brown is the New Orange     | And Brown is the New Orange | 26. Juli 2019            | 26. Juli 2019                                  | Constantine Makris | Vera Santamaria       |
| 82         | 4         | Lebenspläne                 | How to Do Life              | 26. Juli 2019            | 26. Juli 2019                                  | Andrew McCarthy    | Merritt Tierce        |
| 83         | 5         | Abschiebungsmaschinerie     | Minority Deport             | 26. Juli 2019            | 26. Juli 2019                                  | Laura Prepon       | Anthony Natoli        |
| 84         | 6         | Im Fahrstuhl feststecken    | Trapped in an Elevator      | 26. Juli 2019            | 26. Juli 2019                                  | Nick Sandow        | Heather Jeng Bladt    |
| 85         | 7         | Die Bewegung unterstützten  | Me as Well                  | 26. Juli 2019            | 26. Juli 2019                                  | Ludovic Littee     | Tami Sagher           |
| 86         | 8         | Bäckerdutzend               | Baker's Dozen               | 26. Juli 2019            | 26. Juli 2019                                  | Nick Sandow        | Kirsa Rein            |
| 87         | 9         | Die stille Ecke             | The Hidey Hole              | 26. Juli 2019            | 26. Juli 2019                                  | Natasha Lyonne     | Hilary Weisman Graham |
| 88         | 10        | Das Dreizehnte              | The Thirteenth              | 26. Juli 2019            | 26. Juli 2019                                  | Erin Feeley        | Merritt Tierce        |
| 89         | 11        | Gott segne Amerika          | God Bless America           | 26. Juli 2019            | 26. Juli 2019                                  | Diego Velasco      | Carolina Paiz         |
| 90         | 12        | Das große Haus              | The Big House               | 26. Juli 2019            | 26. Juli 2019                                  | Phil Abraham       | Brian Chamberlayne    |
| 91         | 13        | Hier steigen wir aus        | Here's Where We Get Off     | 26. Juli 2019            | 26. Juli 2019                                  | Mark A. Burley     | Jenji Kohan           |